# Val Plumwood
Val Plumwood (née Val Morell le 11 août 1939 - 29 février 2008) est une philosophe, enseignante et militante écoféministe australienne ayant réalisé, entre autres, des travaux sur l'anthropocentrisme.

## Biographie
À partir des années 1970, elle a joué un rôle crucial dans le développement de l'écosophie radicale[évasif].
Elle fut toutefois titulaire de postes au sein de l'université de Tasmanie, de l'université de la Caroline du Nord, de l'université du Montana et de l'université de Sydney.
Plumwood a passé sa vie universitaire à plaider contre « l'hyperséparation » des humains du reste de la nature et contre ce qu'elle a appelé, sous l'influence de Martin Heidegger, le point de vue de la « maîtrise » : un dualisme raison / nature dans lequel le monde naturel – y compris les femmes, les peuples autochtones et les non-humains – est subordonné,.
Entre 1972 et 2012, elle a écrit ou co-écrit quatre livres et plus de 100 articles sur la logique, la métaphysique, l'environnement et l'écoféminisme. Son ouvrage Feminism and the Mastery of Nature (1993) est considéré comme un classique. Il porte sur la pensée dualiste qui, en établissant une divergence entre le monde humain et le monde naturel, crée cet aspect de dominance des plus forts et justifie les crimes et l'abus des êtres humains envers la nature. Cette œuvre était principalement inspirée de la critique de la raison moderne écrite par Adorno et Horkheimer dans Dialectique de la raison, toutefois, Plumwood dépasse cette critique en l'alimentant d'une vision féministe. Dans son œuvre, elle présentera donc les fondements de l’écoféminisme ainsi que les différences qui pourraient être trouvées avec la pensée féministe telles que le patriarcat qui serait considéré comme la base des sources de dominations ou bien le fait de considérer que les termes « femme » et « nature » seraient associés à l’oppression. Elle démontre ensuite comment les dualismes qu'elle attribue à une pensée occidentale moderne repoussent et excluent les non-humains ainsi que la nature. Son ouvrage est ainsi moderne et central dans la compréhension politique des phénomènes environnementaux ainsi que leurs remèdes et laisse même à penser que la protection de la biosphère ne pourrait pas avoir lieu sans un rétablissement complet des représentations que les humains ont des non-humains.
Son ouvrage Environmental Culture: The Ecological Crisis of Reason (2002) aurait fait d'elle « l'un des penseurs environnementaux les plus brillants de notre époque ». The Fight for the Forests (1973), co-écrit avec le philosophe Richard "Sylvan" Routley, son deuxième mari (jusqu'en 1982), a été décrit en 2014 comme l'analyse la plus complète de la foresterie australienne à ce jour.
L'ouvrage The Eye of the Crocodile (2012) a été publié à titre posthume. Il est tiré de son expérience de survie d'une attaque de Crocodile marin en 1985, décrite pour la première fois dans son essai Being Prey (1996). L'expérience lui a offert un aperçu du monde « de l'extérieur », un « univers héraclitéen » dans lequel elle était la nourriture comme n'importe quelle autre créature. D’après elle, il faudrait, au lieu de séparer la réalité en deux mondes distincts et contraires, soit celui où les humains sont considérés comme de la nourriture et celui où ils sont réellement des personnes, que les humains apprennent à vivre en même temps dans ces deux mondes analogues. Elle s'explique dans le texte, La sagesse de la roche en équilibre, en disant : « Il nous faut apprendre à vivre dans ces deux mondes et à trouver des manières viables de passer de l’un à l’autre ». C'était un monde qui indifférent à sa présence et qui continuerait sans elle, un monde où « being in your body is... like having a volume out from the library, a volume subject to more or less instant recall by other borrowers—who rewrite the whole story when they get it ».
Un autre des essais de cet ouvrage est intitulé Babe, inspiré du film Babe ainsi que du livre de Dick King-Smith, Babe, le cochon devenu berger. Il porte sur sa réflexion sur le bien-être animal. Elle dénoncera entre autres dans cet écrit les élevages porcins dans une économie qui fabriquerait des « animaux-marchandises » et des « animaux-machines » ainsi que l’alternative pour remédier à cette pratique qui serait d’éviter tout usage et consommation d’animaux et leurs produits. Val Plumwood deviendra végétarienne.
À sa mort, elle était membre d'un comité de recherche à l'université nationale australienne.

## Parallèle avec lecare
L’écoféminisme peut être vu comme une idée qui associe l’écologie et le féminisme. En d’autres mots, les problèmes environnementaux que la terre connaît à cause de l’être humain ainsi que l’inégalité des hommes envers les femmes seraient des conséquences d’un même système. Par ailleurs, une éthique du care a notamment été développée par Carol Gilligan. En effet, il s’agit de l’ensemble des stéréotypes (préjugés) que la société développe à l’endroit des femmes. Ainsi, les femmes sont conditionnées à être dans un rôle beaucoup plus maternel, c’est-à-dire qu’elles doivent développer des qualités pour aider les gens. De ce fait, elles se retrouveraient au second plan dans une société. D’autre part, il y a les écoféministes du care, dont Val Plumwood. Celles-ci ne dénigrent pas les rôles dits classiques destinés aux femmes, tels que l’entretien du logis, la préparation des repas ou encore l’éducation des enfants : en effet, elles se soucient de lutter, d’abord, pour permettre un bon avenir à leurs enfants. De plus, l’écologie est un domaine qui est présent dans la vie de tous les individus. Les femmes dites féministes ont à cœur cette lutte concernant l’écologie, car elles revendiquent le fait que l’écologie rythme la vie des gens. Ainsi, cela leur permet d’avoir de bonnes habitudes de vie et de les transmettre à leurs proches. Une manière de faire qui forge davantage le côté maternel de la femme qui s’occupe de ses proches. Le lien entre l’écoféminisme de Val Plumwood et l’éthique du care de Carol Gilligan est très intéressant, car les deux théories offrent deux opinions distinctes des femmes. Toutefois, les deux théories mettent de l’avant le côté aidant de la femme, dans une perspective qui peut être qualifiée d'essentialiste par les féministes constructivistes. Évidemment, pour elles, que les femmes sont majoritairement plus susceptibles de posséder un caractère qui vise à venir en aide à autrui : les femmes se caractérisent dans leur volonté de transmettre et de léguer des savoirs et des bienfaits.

## Ouvrages

### Ouvrages en français
- La crise écologique de la raison, Paris, PUF/Wildproject, 2024  (ISBN 978-2-13-086064-8).
- Réanimer la nature, Paris, PUF, 2020  (ISBN 978-2-13-082255-4).
- Dans l’œil du crocodile : l'humanité comme proie, Marseille, Wildproject, 2021  (ISBN 978-2-38114-004-9).
- Le Féminisme et la maîtrise de la nature, Bellevaux, Dehors, 2024.